# Edward Heyman
Edward Heyman (New York, 14 marzo 1907 – Jalisco, 16 ottobre 1981) è stato un paroliere, scrittore e musicista statunitense.
Faceva parte dell'ASCAP e divenne noto soprattutto per i testi di brani musicali come Body and Soul, When I Fall in Love e For Sentimental Reasons. Nel 1975 Heyman fu inserito nella Songwriters Hall of Fame.